# Джабу, Абдельмумен
Абдельму́мен Джабу́ (фр. Abdelmoumene Djabou, араб. عبد المؤمن جاب‎, 31 января 1987, Сетиф, Алжир) — алжирский футболист, атакующий полузащитник, капитан клуба «ЕС Сетиф». Участник чемпионата мира 2014.

## Клубная карьера
Джабу начал свою карьеру в юношеских командах клуба «ЕС Сетиф» из своего родного города, не считая одного сезона, проведённого в юношеской команде «УСМ Сетиф». На взрослом уровне он дебютировал в сезоне 2004/05, сыграв 2 матча в премьер-лиге Алжира. На следующий год он тоже сыграл только 2 матча, и затем был отдан в аренду на сезон в клуб «Эль-Эульма».
30 сентября 2008 года Джабу был отдан в аренду в швейцарский «Сьон», но, не сыграв за него ни одного матча, уже через месяц вернулся в родной клуб.
С января 2009 года Джабу на правах аренды играл за «УСМ Эль Хараш», дебютировал в составе этого клуба 19 февраля 2009 года в матче с «НА Хуссейн Дей», выйдя на замену на 60-й минуте. Первый гол за «Эль Хараш» он забил в матче против своего бывшего клуба «Эль-Эульма», а всего в первом сезоне в новом клубе Джабу сыграл 12 матчей и забил 2 гола. Следующий сезон, 2009/10, Джабу также провёл в аренде в «Эль Хараш» и забил 5 голов в 31 матче, а в июне 2010 года вернулся в «ЕС Сетиф».
В составе «ЕС Сетифа» стал чемпионом и обладателем Кубка Алжира сезона 2011/12, признан лучшим игроком чемпионата. К нему проявляли интерес французские клубы «Монпелье», «Монако» и «Марсель», лондонский «Арсенал» и тунисский «Эсперанс».
13 июня 2012 года Джабу подписал двухлетний контракт с тунисским «Клуб Африкэн».
Джабу — быстрый и техничный игрок, который хорошо владеет ударами с правой и левой ноги и может сыграть на любой стороне поля. За свои игровые качества и невысокий рост (165 см) его называют «алжирским Месси».

## Международная карьера
Абдельмумен Джабу сыграл 1 матч за молодёжную сборную Алжира и 11 матчей за так называемую сборную «А», в которую призываются только игроки из национального чемпионата. В 2011 году в составе этой сборной принимал участие в Чемпионате африканских наций.
В сентябре 2010 года новый тренер сборной Алжира Абдельхак Беншиха впервые вызвал Джабу в первую сборную Алжира на отборочный матч с Центральной Африкой. В той игре Джабу на поле не появился, а дебютным для него стал товарищеский матч 17 ноября 2010 года против Люксембурга. Первый гол за сборную забил 14 августа 2013 года в товарищеском матче с Гвинеей.
В июне 2014 года включён тренером Вахидом Халилходжичем в состав сборной для участия в финальном турнире Чемпионата мира 2014. На турнире сыграл три матча — в групповом турнире против Кореи (забил гол) и России, и на стадии 1/8 финала против Германии (вышел на замену в дополнительное время и забил «гол престижа»). С двумя голами Джабу стал, наряду с Исламом Слимани, лучшим бомбардиром национальной команды на чемпионате мира.
| Матчи за сборную Алжира | Матчи за сборную Алжира | Матчи за сборную Алжира | Матчи за сборную Алжира | Матчи за сборную Алжира | Матчи за сборную Алжира | Матчи за сборную Алжира        |
| ----------------------- | ----------------------- | ----------------------- | ----------------------- | ----------------------- | ----------------------- | ------------------------------ |
| №                       | Дата                    | Соперник                | Счёт                    | Минуты                  | Голы                    | Соревнование                   |
| 1                       | 17 ноября 2010          | Люксембург              | 0:0                     | 46                      | 0                       | Товарищеский матч              |
| 2                       | 26 марта 2013           | Бенин                   | 3:1                     | 1                       | 0                       | Отборочный матч ЧМ-2014        |
| 3                       | 2 июня 2013             | Буркина-Фасо            | 2:0                     | 7                       | 0                       | Товарищеский матч              |
| 4                       | 14 августа 2013         | Гвинея                  | 2:2                     | 46                      | 1                       | Товарищеский матч              |
| 5                       | 10 сентября 2013        | Мали                    | 1:0                     | 90                      | 0                       | Отборочный матч ЧМ-2014        |
| 6                       | 5 марта 2014            | Словения                | 2:0                     | 61                      | 0                       | Товарищеский матч              |
| 7                       | 31 мая 2014             | Армения                 | 3:1                     | 19                      | 0                       | Товарищеский матч              |
| 8                       | 4 июня 2014             | Румыния                 | 2:1                     | 68                      | 0                       | Товарищеский матч              |
| 9                       | 22 июня 2014            | Республика Корея        | 4:2                     | 73                      | 1                       | Чемпионат мира по футболу 2014 |
| 10                      | 26 июня 2014            | Россия                  | 1:1                     | 77                      | 0                       | Чемпионат мира по футболу 2014 |
| 11                      | 30 июня 2014            | Германия                | 1:2                     | 20                      | 1                       | Чемпионат мира по футболу 2014 |

## Достижения
- Лучший игрок Алжира 2011/12
- Лучший игрок Чемпионата Алжира: 2010/11, 2011/12
- Чемпион Алжира: 2011/12
- Обладатель Кубка Алжира: 2011/12
- Обладатель Североафриканского Суперкубка 2010
- Лучший бомбардир чемпионата Туниса 2012/13 (8 голов, совместно с Хайтемом Жуини)